# Heimito von Doderer-Gesellschaft
Die im Jahre 1995  gegründete Heimito von Doderer-Gesellschaft widmet sich der Förderung und Präsentation des Werkes Heimito von Doderers. Gründer waren Ulrich Janetzki, Kai Luehrs-Kaiser, Matthias Meyer, Wolfgang Rath, Andreas Solbach, Gerald Sommer und Sonja Vandenrath.

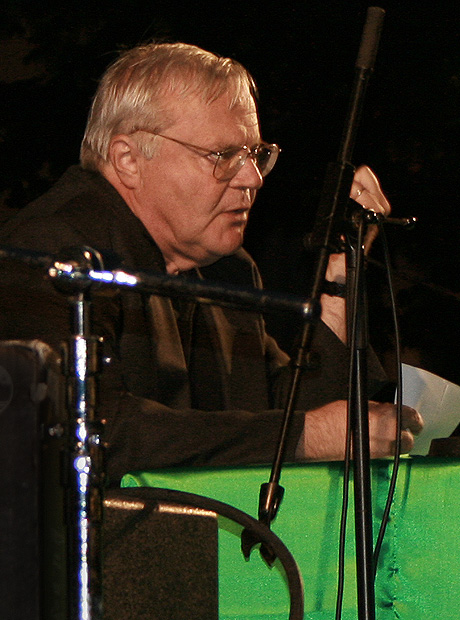
Wendelin Schmidt-Dengler (O-Töne 2007)

Sitz der Doderer-Gesellschaft ist das Literarische Colloquium Berlin. Vorsitzende der Gesellschaft sind derzeit: Gerald Sommer, Thorsten Steinmann (Stellvertreter) und Matthias Meyer (Schatzmeister), zu Ehrenvorsitzenden wurden Wendelin Schmidt-Dengler (1996) und Kai Luehrs-Kaiser (2008) ernannt. Die Doderer-Gesellschaft hat 211 Mitglieder (Stand 12/2010) aus 14 Staaten in Europa und Übersee.

## Tätigkeitsschwerpunkte
Die Doderer-Gesellschaft stellt der Öffentlichkeit umfassende und sachkundige Informationen zu Leben und Werk des österreichischen Autors zur Verfügung. Ihre Tätigkeitsschwerpunkte liegen in der wissenschaftlichen Aufarbeitung von Doderers Werk und in der Bekanntmachung von Autor und Werk.
Die wissenschaftliche Aufarbeitung erfolgt im Rahmen der Veranstaltung von Symposien und Tagungen, der Publikation der Schriften der Heimito von Doderer-Gesellschaft und der Vermittlung internationaler Kontakte und Kooperationen. Der Popularisierung von Autor und Werk dienen die Organisation von Lesungen und Ausstellungen, die Förderung von Kontakten zwischen Doderer-Lesern und ihre Website, welche neben Basisinformationen wie Kurzvita und Werkverzeichnis auch Hörproben aus einigen und Leseproben aus sämtlichen in Buchform erschienenen Werken Doderers sowie ein Diskussionsforum bietet.

## Symposien und Kolloquien
- 25. bis 27. Oktober 1996 in Berlin: Spurweiten: internationales Symposion zum 100. Geburtstag Heimito von Doderers.
- 12. bis 14. November 1999 in Berlin: "Schüsse ins Finstere". Heimito von Doderers Kurzprosa als poetisches Extrem der Erzählliteratur im 20. Jahrhundert.
- 30. Mai bis 2. Juni 2002 in Prein an der Rax (Niederösterreich): Gassen und Landschaften. Heimito von Doderers Dämonen vom Zentrum und vom Rande aus betrachtet.
- 20. bis 22. Mai 2004 in Landshut: Die Wut des Zeitalters ist tief. Die Merowinger und die Kunst des Grotesken bei Heimito von Doderer.
- 8. bis 10. September 2006 in Berlin: Doderer, das Kriminelle und der literarische Kriminalroman. Zu Heimito von Doderers Ein Mord den jeder begeht.
- 1. bis 4. Mai 2008 in Zagreb: "Austrian faces" – Heimito von Doderers Roman No 7/I: Die Wasserfälle von Slunj.
- 13. bis 15. Mai 2010 in Wien: "Der Meister der Stiegen" – Annäherungen an Heimito von Doderers Roman Die Strudlhofstiege.
- 23. und 24. September 2013 in Sankt Petersburg: Das erzählte Russland bei Heimito von Doderer.

## Doderer-Leser-Werkstätten
- 10. September 2006 in Rathenow.
- 1. September 2007 in Rathenow.
- 13. September 2008 in Rathenow.
- 22. Mai 2009 in Chambéry und Umgebung.
- 19. September 2009 in Essen.
- 16. Mai 2010 in Prein an der Rax.
- 23. November 2013 in Wien.
- 10. Mai 2014 in Eichgraben.
- 30. Mai 2015 in Prein an der Rax.

## Doderer-Gespräche
- 25. März 2009 in Berlin: Die Doderer-Forschung und die Narratologie.
- 7. Mai 2009 in London: Heimito von Doderer in England.
- 3. Oktober 2009 in New Haven: Talking Prose: Narrative and autobiography in Heimito von Doderer.
- 1. Oktober 2010 in Davis (Kalifornien): Überall dabei und doch vergessen – der österreichisch-amerikanische Autor Paul Elbogen.
- 19. und 20. Mai 2011 in Wien: "Ich begehe einen Mord an dem Text". Übersetzercolloquium
- 2. November 2012 in Berlin: 50 Jahre Die Merowinger von Heimito von Doderer.

## Schriften der Heimito von Doderer-Gesellschaft
- Band 1: Kai Luehrs-Kaiser und Gerald Sommer (Hrsgg.): „Flügel und Extreme“: Aspekte der geistigen Entwicklung Heimito von Doderers. Königshausen & Neumann, Würzburg 1999, ISBN 3-8260-1514-2.
- Band 2: Gerald Sommer und Kai Luehrs-Kaiser (Hrsgg.): „Schüsse ins Finstere“: Zu Heimito von Doderers Kurzprosa. Königshausen & Neumann, Würzburg 2001, ISBN 3-8260-2076-6.
- Band 3: Gerald Sommer (Hrsg.): Gassen und Landschaften: Heimito von Doderers „Dämonen“ vom Zentrum und vom Rande aus betrachtet. Königshausen & Neumann, Würzburg 2004, ISBN 3-8260-2921-6.
- Band 4: Christoph Deupmann und Kai Luehrs-Kaiser (Hrsgg.): „Die Wut des Zeitalters ist tief“: „Die Merowinger“ die Kunst des Grotesken bei Heimito von Doderer. Königshausen & Neumann, Würzburg 2010, ISBN 978-3-8260-3968-3.
- Band 5: Stefan Winterstein (Hrsg.): »Er las nur dieses eine Buch«: Studien zu Heimito von Doderers „Die erleuchteten Fenster“. Königshausen & Neumann, Würzburg 2009, ISBN 978-3-8260-4078-8.
- Band 6: Gerald Sommer und Robert Walter (Hrsgg.): Doderer, das Kriminelle und der literarische Kriminalroman: Zu Heimito von Doderers „Ein Mord den jeder begeht“. Königshausen & Neumann, Würzburg 2011, ISBN 978-3-8260-4714-5.
- Band 7: Achim Hölter, Gerald Sommer, Sarah Kohl, Robert Walter-Jochum, Kirk Wetters, François Grosso (Hrsgg.): Doderer-Gespräche. Mit einer Grundlegung zu Paul Elbogen. Königshausen & Neumann, Würzburg 2016, ISBN 978-3-8260-4983-5.
- Band 10: Roland Innerhofer, Matthias Meyer, Stefan Winterstein (Hrsgg.): Keime fundamentaler Irrtümer: Beiträge zu einer Wirkungsgeschichte Heimito von Doderers. Königshausen & Neumann, Würzburg 2018, ISBN 978-3-8260-6541-5.
- Sonderband 1: Heimito von Doderer: Gassen und Landschaft [Faksimile der Originalausgabe]. Königshausen & Neumann, Würzburg 2005, ISBN 3-8260-2654-3.
- Sonderband 2: Dietrich Weber: Doderer-Miniaturen. Hrsg. v. Henner Löffler u. Kai Luehrs-Kaiser. Königshausen & Neumann, Würzburg 2005, ISBN 3-8260-3152-0.
- Sonderband 3: Stefan Winterstein (Hrsg.): Die Strudlhofstiege: Biographie eines Schauplatzes. Bibliophile Edition, Wien 2010, ISBN 978-3-9502052-9-9.
- Sonderband 4: Alexander W. Belobratow, Gerald Sommer, Sarah Kohl (Hrsgg.): Österreichische Literatur: Ort der Begegnungen. [Zugl. Jahrbuch der Österreich-Bibliothek in St. Petersburg (2013/2014), Band 11]. PETERSBURG. XXI VEK, St. Petersburg 2014, ISBN 978-5-88485-237-2.